# Агрікола (настільна гра)
Агрікола (лат. Agricola — землероб) — це настільна гра в європейському стилі, створена Уве Розенбергом. Це гра з працевлаштування робітників з акцентом на управління ресурсами. У Agricola гравці — фермери, які сіють, орють поля, збирають деревину, будують стайні, купують тварин, розширюють свої господарства та годують сім’ї. Після 14 раундів гравці підраховують свій рахунок на основі розміру та достатку родини.
Гра була опублікована Lookout Games і випущена на Spiel 2007, де вона була визнана другою найкращою грою, показаною на ярмарку, згідно з голосуванням Fairplay на виставці. Гра була випущена англійською мовою Z-Man Games у липні 2008 року. У червні 2013 року Playdek випустив версію гри для iOS. Друге видання Agricola було опубліковано Mayfair Games у травні 2016 року.
Агрікола отримав спеціальну нагороду Spiel des Jahres за «Найкращу складну гру 2008» та Deutscher Spiele Preis 2008.
Агрікола також поклала кінець п’ятирічній серії Пуерто-Рико як найвищої оцінки на вебсайті настільних ігор BoardGameGeek, залишаючись у верхній частині рейтингу з вересня 2008 року по березень 2010 року. Станом на вересень 2021, Agricola посідає 34 місце серед усіх настільних ігор на BoardGameGeek.
Версія для двох гравців під назвою Agricola: All Creatures Big & Small була випущена у 2012 році. Також є відповідний додаток для iOS.

## Ігровий процес

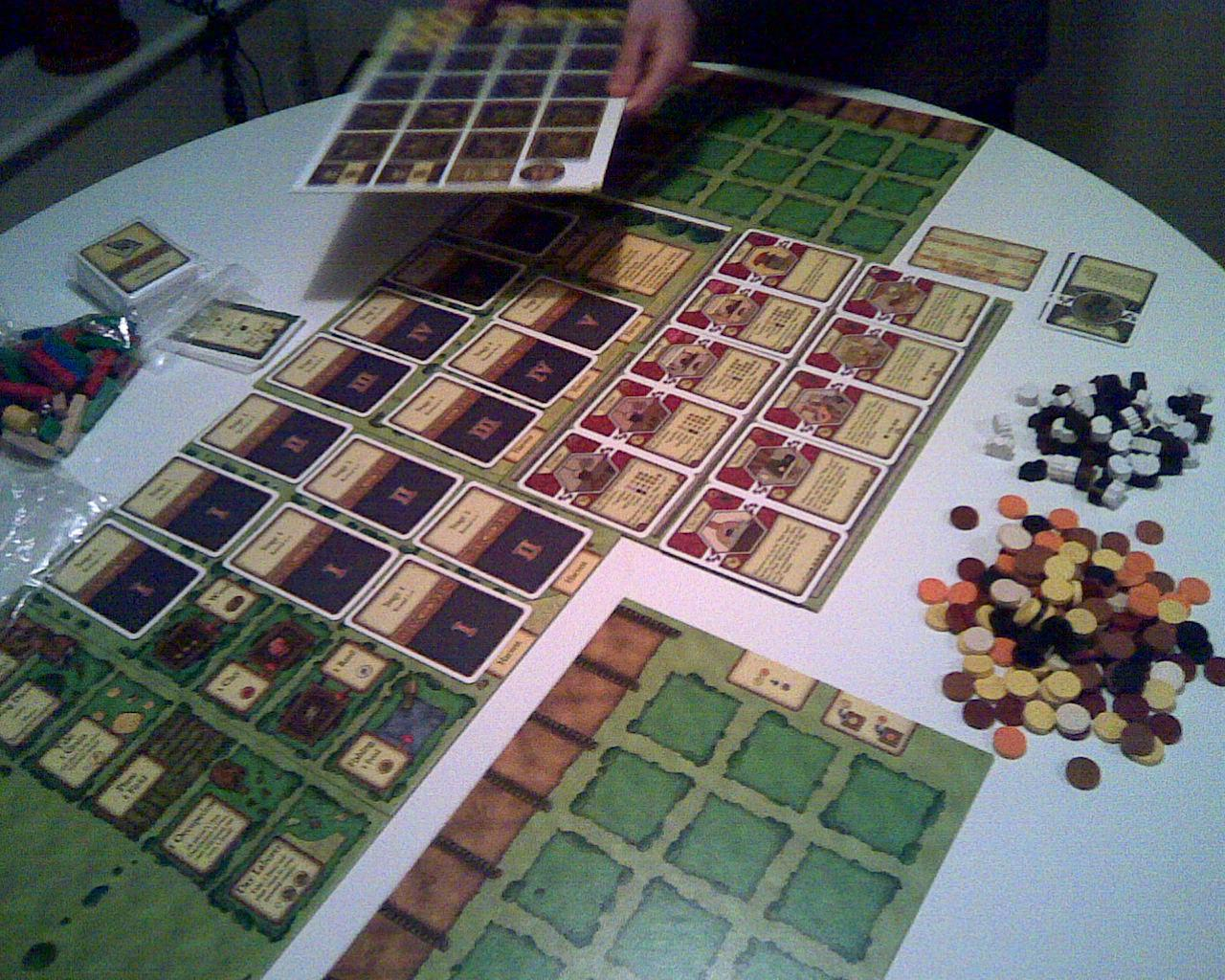
Готування до гри « Агрікола ». Це оригінальна версія з круглими лічильниками ресурсів.

Гравці починають гру сільською парою, яка живе в садибі з двокімнатною хатою. У кожному раунді гравці по черзі "займають" ще не займані місця праці родичем, щоб отримати ресурси (камінь, глина, дерево, очерет, зерно, овочі) та покращити чи розширити свої домогосподарства (хату, город, загони для худоби).  Гравцям потрібно планувати свої дії, щоб отримати максимальну користь, не даючи прогресу суперникам.
Гра складається з 14 раундів, розділених на 6 жнив. На кожних жнивах вирощується їжа, годуються люди, множиться тварина. Якщо не вистачає їжі, щоб прогодувати свою сім’ю, гравці значно втрачають переможні бали, що робить виробництво їжі головною напругою в грі. Та сама їжа не враховується при фінальному підрахунку переможних балів.
Наприкінці 14 раунду відбувається остаточний збір урожаю, після якого підраховуються переможні бали. Нарахування балів у Agricola винагороджує стратегію всебічного розвитку оселі. Гравці отримують менше балів, якщо вони зосереджуються на одному аспекті гри. Перемагає гравець із найбільш збалансованою та процвітаючою садибою.

### Додаткові картки
Спрощений «сімейний» режим для менш залучених гравців не використовуює додаткові картки.
Щоб досягти різноманітності між іграми, гравцям роздають додаткові картки — професії та незначні покращення. За розігрування цих карт гравці отримують додаткові ресурси та різні бонуси. Гравці також можуть використати початковий напрямок для своєї стратегії на основі професій і покращень, які вони отримали. Було випущено численні колоди розширення, щоб заповнити прогалини в ігровому процесі та додати тематичні налаштування.  

## Відмінності в переробленому виданні

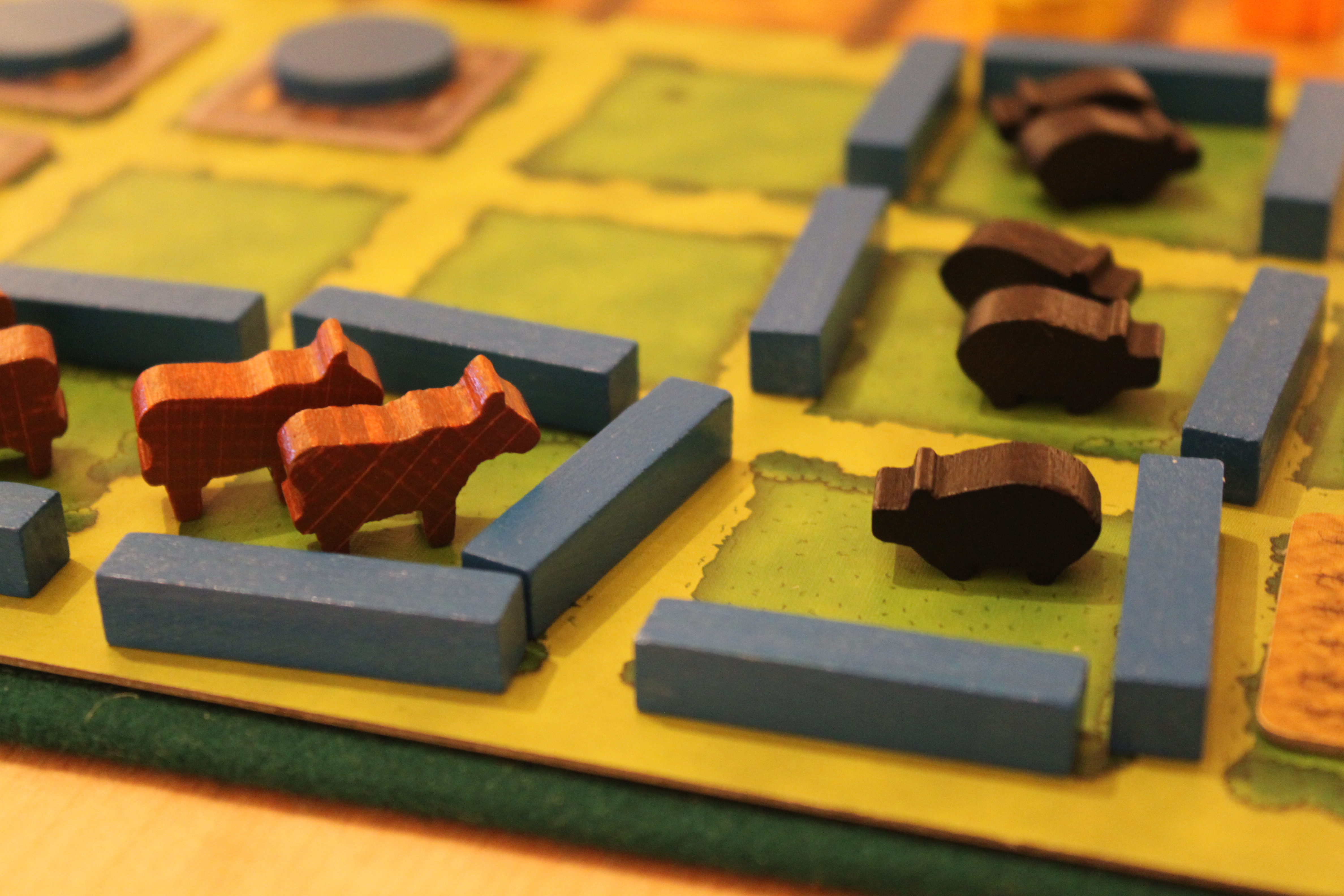
Агрікола: Набір смаколиків містить кубики у формі тварин, що замінюють основні кольорові кубики

Оригінальний Агрікола використовувала різнокольорові дерев'яні фігурки однакової круглої форми для позначення різних ресурсів (глини, дерева, очерету тощо). Видання 2016 року пропонувало фігурні дерев’яні елементи для ресурсів, які полегшують розрізнення багатьох типів ресурсів. Нове видання також містило менше додаткових карт — дві колоди на загальну кількість 96 карт (на відміну від трьох колод із 308 картами в оригінальному виданні). Деякі рецензенти високо оцінили збалансованість нових колод. Переглянуте видання — це гра для 1-4 гравців, на відміну від 1-5 гравців в оригінальній версії. Однак для оновленого видання є розширення для 5-6 гравців.

## Повторне впровадження
Розенберг повторно реалізував багато механік з Агріколи в пізніших настільних іграх, зокрема, у Caverna (2013) і версії для двох гравців Agricola: All Creatures Big & Small.

## Нагороди
2007 рік
- Лауреат премії Meeples' Choice

2008 рік
- 81-ша гра буде додана до Австрійської зали ігор
- Deutscher Spiele Preis (Німеччина) Гра року
- Переможець нагороди Golden Geek за найкращу настільну гру для гравців
- Лауреат настільної гри року Golden Geek
- Hra roku (Чехія) Переможець
- International Gamers Award. Загальна стратегія/гра для кількох гравців
- JUG (Португалія) Переможець гри року
- Jda «Juego del Año en España» (Іспанія) Переможець
- Spiel der Spiele (Австрія) Spiele Hit für Experten (Хіт ігор для професіоналів)
- Переможець Spiel des Jahres «Complex Game».
- Tric Trac d'or (Франція) Переможець гри року

2009 рік
- As d'Or (Франція) Приз журі
- Gra Graczy — переможець Gamesfanatic.net (Польща).
- Gra Roku — переможець Gamers' Choice (Польща).
- Переможець гри року Gra Roku (Польща).
- Переможець Jogo do Ano 2008 Spiel Portugal (Португалія).
- Les 3 Lys (Канада) Переможець гри для любителів
- Lucca Games Best of Show (Італія) Side Award Кращий ігровий механік
- Ludoteca Ideale 2009, Гра року
- Гра року BoardGamer
- Переможець Nederlandse Spellenprijs